# Mauricio Cienfuegos
Pour les articles homonymes, voir Cienfuegos (homonymie).
Mauricio Cienfuegos était un footballeur salvadorien né le 12 février 1968 à San Salvador. Il a notamment joué au poste de milieu central avec les Los Angeles Galaxy, club de David Beckham.

## Carrière
- 1987 - 1991 : CD Luis Angel Firpo  Salvador
- 1991 - 1992 : CA Monarcas Morelia  Mexique
- 1992 - 1996 : Santos Laguna  Mexique
- 1994 - 1996 : CD Luis Angel Firpo  Salvador
- 1996 - 2003 : Los Angeles Galaxy  États-Unis